# Droge wijn
Droge wijn is wijn met weinig restsuikers: de hoeveelheid suikers (zoals druivensuiker en vruchtensuiker) die in een liter wijn aanwezig is. Bij het maken van wijn wordt gestreefd naar een gewenste balans tussen de hoeveelheden van restsuikers en van zuren. 
De normen voor de aanduiding 'droge wijn' verschillen per land of per wijnstreek. Soms is de toegestane hoeveelheid restsuikers mede afhankelijk van de hoeveelheid zuren zoals appelzuur, melkzuur, koolzuur en tannines in de wijn.